# Kielej
Kielej (ros. Келей) – wieś w Rosji, w Republice Ałtaju, w rejonie ust-kańskim. W 2010 liczyła 162 mieszkańców.